# 二苯并噻吩
二苯并噻吩（DBT）是一個多環有机硫化合物，化学式为C12H8S，其結構式類似芴，將芴的一個碳原子替換為硫，因此又稱硫芴。硫芴為無色固體，化学性质和蒽类似。它广泛存在于石油的重馏分中。

## 合成
二苯并噻吩可由联苯与二氯化硫在三氯化铝存在下反应制得。